# جنيفر تشن
جنيفر تشن (بالصينية: 陳純甄) هي لاعبة بلياردو أمريكي ‏ صينية، ولدت في 17 يوليو 1975 في Luodong ‏ في تايوان.

## وصلات خارجية
- جينيفر تشن على موقع IMDb (الإنجليزية)